# Rakovec nad Ondavou
Rakovec nad Ondavou é um município da Eslováquia, situado no distrito de Michalovce, na região de Košice. Tem 15,22 km² de área e sua população em 2018 foi estimada em 1.062 habitantes.

## Demografia
| Ano:        | 1994 | 2004   | 2014   | 2024   |
| ----------- | ---- | ------ | ------ | ------ |
| Broj ljudi: | 1090 | 1086   | 1042   | 1015   |
| Razlika:    |      | -0,36% | -4,05% | -2,59% |

| Ano:               | 2023 | 2024   |
| ------------------ | ---- | ------ |
| Número de pessoas: | 1009 | 1015   |
| Diferença:         |      | +0,59% |